# Larraitz Ugarte
Larraitz Ugarte Zubizarreta (Oñate, Guipúzcoa, 1976) es una abogada, jurista, política y profesora universitaria euskaldun.
Actualmente es diputada del Parlamento Vasco. Anteriormente fue Diputada Foral y portavoz de la Diputación Foral de Guipúzcoa.

## Biografía
Larraitz Ugarte Zubizarreta nació en Oñate en 1976. Estudió en la Ikastola Txantxiku de Oñate y se licenció en Derecho en la Universidad del País Vasco, donde también se doctoró. Esta también diplomada en criminología, y especializada en Sociología Jurídica y Mediación Familiar.
Es profesora de Derecho en la Facultad de Derecho de la Universidad del País Vasco. Desde 2002 está colegiada en el Colegio de Abogados de Guipúzcoa y ejerce la abogacía en el despacho Bitart, Abokatutza eta Bitartekaritza.
En 2011, cuando la coalición de izquierdas Bildu consiguió el Gobierno Foral de Guipúzcoa, fue nombrada diputada foral de Infraestructuras y Movilidad y Portavoz del ejecutivo foral guipuzcoano, cargos que ejerció hasta 2015.
Desde 2016 forma parte del Parlamento Vasco por la coalición EH Bildu.